# Косихина, Наталия Владимировна
Наталия Владимировна Косихина (род. 7 августа 1972, Данилов, Ярославская область) — российский политический деятель, сенатор Российской Федерации (с 2018 года), вошла в состав Комитета Совета Федерации по социальной политике.
Из-за обвинения в поддержке нарушения территориальной целостности Украины во время российско-украинской войны находится под персональными международными санкциями Евросоюза, США, Великобритании и ряда других стран.

## Биография
В 1991 г. окончила Ярославское педагогическое училище (ныне — колледж) по специальности «преподаватель начальных классов общеобразовательной школы». После чего на протяжении нескольких лет была учителем начальных классов в родном Данилове.
В 2001 году окончила в Ярославле Международный университет бизнеса и новых технологий.
В августе 1995 г. перешла на работу в администрацию Даниловского района на должность заместителя директора департамента по делам молодёжи.
С сентября 2006 г. по октябрь 2012 г. — начальник отдела по организационной работе и муниципальной службе, затем — первый заместитель главы администрации городского поселения Данилов.
14 сентября 2014 года избрана главой городского поселения Данилов. При явке (32,58 %) за неё проголосовали подавляющее число избирателей (65,11 %).
9 сентября 2018 года избрана в Ярославскую областную думу от партии «Единая Россия», представители которой по итогам голосования получили 32 места из 50 в областном парламенте.
25 сентября 2018 года новый созыв областной думы на первом заседании наделил Наталию Косихину полномочиями члена Совета Федерации — представителя законодательного органа государственной власти области.

## Законодательная деятельность
В сентябре 2018 года Наталия Косихина стала сенатором РФ, сменив на этом посту Анатолия Лисицына. За годы работы в Совете Федерации выступила соавтором многочисленных[сколько?] законопроектов, направленных на социальную, образовательную и культурную сферы.
В декабре 2020 года была назначена заместителем председателя Комитета СФ по науке, образованию и культуре.
С 2024 года ― член Комитета СФ по социальной политике.
8 февраля 2021 года в ответе на жалобу на планируемое проведение в Санкт-Петербурге в ноябре 2021 года Международного ЛГБТ-кинофестиваля «Бок о бок» указала, что фестиваль направлен «на подрыв традиционных семейных ценностей и его проведение противоречит принятым поправкам к Конституции Российской Федерации, а также требованиям национальной безопасности Российской Федерации». Также Комитет обратился к Министру культуры Российской Федерации О. Б. Любимовой с предложением найти правовое решение для исключения указанного фестиваля из перечня фестивалей, разрешённых к проведению на территории России.

## Семейное положение
Замужем. Есть дочь.

## Награды
1. Медаль ордена «За заслуги перед Отечеством» II степени — 2022 г.
2. Почетная грамота Ярославской областной думы — 2022 г.